# 馬特·麥高瑞
馬特·麥高瑞（Matthew David "Matt" McGorry，1986年4月12日—）是美國的一位演員。他最著名的作品是在網飛電視劇勁爆女子監獄中飾演John Bennett角色，以及在ABC電視劇逍遙法外中飾演Asher Millstone角色。他出生在紐約曼哈頓。